# Южное Уолло
Южное Уолло — зона в регионе Амхара, Эфиопия.

## География
Площадь зоны составляет 17 067,45 км².

## Население
По данным Центрального статистического агентства Эфиопии на 2007 год население зоны составляет 2 518 862 человека, из них 1 248 698 мужчин и 1 270 164 женщины. Прирост населения по сравнению с данными переписи 1994 года составил 18,60 %. Плотность населения — 147,58 чел/км². Основная этническая группа — амхара, она составляет 99,33 % населения; оставшиеся 0,67 % представлены другими народностями. 98,65 % жителей зоны считают родным языком амхарский язык. 70,89 % населения исповедуют ислам и 28,80 % населения являются приверженцами эфиопской православной церкви.
По данным прошлой переписи 1994 года население зоны насчитывало 2 123 803 человека, из них 1 047 512 мужчин и 1 076 291 женщина. 97,68 % населения составляли амхара и 1,78 % — оромо; оставшиеся 0,54 % были представлены другими этническими группами. 98,45 % жителей зоны считали родным языком амхарский и 1,13 % — язык оромо; остальные 0,42 % населения назвали другие языки в качестве родного. 70,27 % населения являлись мусульманами и 29,50 % были приверженцами эфиопской православной церкви.

## Административное деление
В административном отношении подразделяется на 17 районов (ворэд).